# 方梓勳
方梓勳，MH，大學教授，香港資深翻譯家、華文戲劇專家。畢業於香港中文大學新亞書院。後赴加拿大深造，分別於約克大學和多倫多大學取得文學碩士及哲學博士學位。曾任香港中文大學翻譯系系主任和教授。2010年加入恒生管理學院，協助該校開辦商務翻譯學位課程，並擔任該校翻譯學院院長。2011年5月，因應該校行政架構改動，兼任新設立的常務副校長一職，主管該校的本科學術事宜和各行政單位。2012年12月22日至2014年3月15日曾任恒生管理學院署理校長。
除了在香港恒生大學的教席外，亦在康樂及文化事務署戲劇小組及香港演藝學院戲劇學院等公營機構擔任公職。他亦是山東大學外語學院榮譽獎座教授及《香港戲劇學刊》編輯。